# El Outaya (distrito)
El Outaya é um distrito localizado na província de Biskra, Argélia.[carece de fontes?] O distrito contém apenas a cidade-capital El Outaya.